# 前820年代

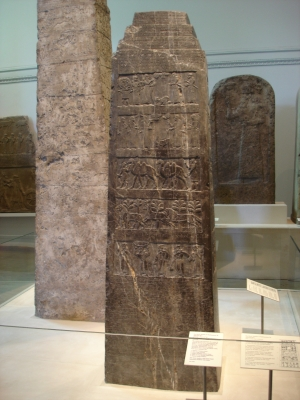
沙勒马内塞三世的黑色方尖碑，建于公元前825年。

| 千纪： | 前1千纪 |
| 世纪： | 前10世纪 \| 前9世纪 \| 前8世纪                                                                             |
| 年代： | 前850年代 \| 前840年代 \| 前830年代 \| 前820年代 \| 前810年代 \| 前800年代 \| 前790年代                    |
| 年份： | 前829年 \| 前828年 \| 前827年 \| 前826年 \| 前825年 \| 前824年 \| 前823年 \| 前822年 \| 前821年 \| 前820年 |

## 重要事件及趋势
- 前828年，周厲王去世，周召共和結束，周宣王立。宣王中兴开始，开启了周宣王对周边各族之战
- 前824年，周宣王派秦仲讨伐西戎。
- 前823年，周宣王攻玁狁之戰。
- 前822年，秦仲在与西戎的战斗中战死，周宣王召秦仲之子秦庄公兄弟五人，给予七千名士兵讨伐西戎并胜利。

## 逝世
- 前828年：周厲王
- 前827年：燕惠侯
- 前825年：齊武公
- 前823年：晉釐侯
- 前822年：秦仲

## 重要人物
- 熊嚴
- 熊霜